# レスリー・ウォード
レスリー・ウォード（Sir Leslie Matthew Ward、1851年11月21日 - 1922年5月15日）はイギリスの挿絵画家（漫画家）である。イギリスの娯楽雑誌『バニティ・フェア』に多くの有名人のカリカチュアを描いたことで知られる。しばしば"Spy" や  "Drawl"の名前で、作品を発表した。 

## 略歴
ロンドンに生まれた。父親のエドワード・マシュー・ウォードは歴史画を描いた画家で、母親のヘンリエッタ・ウォードもジェームズ・ウォードから続く画家の家系で、自らも歴史画や風俗画を描いた。母方の縁戚には肖像画家のジョン・ジャクソンや動物画も描いたジョージ・モーランドもいて、多くの芸術家達の中で育った。
イートン校で学んでいたころから、友人や教師の似顔絵を描き始め、1867年に16歳で兄の胸像をロイヤル・アカデミー・オブ・アーツに出展した。父親は建築家になることを望み父親の友人の建築家の事務所で不本意な時間を過ごした後、父から許しを得て1871年にロイヤル・アカデミー・オブ・アーツの学校で絵の勉強を始めた。娯楽雑誌の『バニティ・フェア』は1868年に創刊されていて、1873年にウォードは雑誌の創刊者のボウルズ(Thomas Gibson Bowles)に作品を送り、ボウルズと不仲になったカルロ・ペレグリーニ（筆名:”Ape"）にかわって『バニティ・フェア』に雇われ、筆名は"Spy"としてカリカチュアを描く仕事を始めた。
1873年から1911年の約40年間、『バニティ・フェア』で働き、1,325点の似顔絵を描いた。1868年から1914年まで刊行された『バニティ・フェア』に掲載されたカリカチュア、2,387点の半分以上はウォードが描いたことになった。1915年に自伝、"Forty Years of "Spy" "を出版した。

## 作品

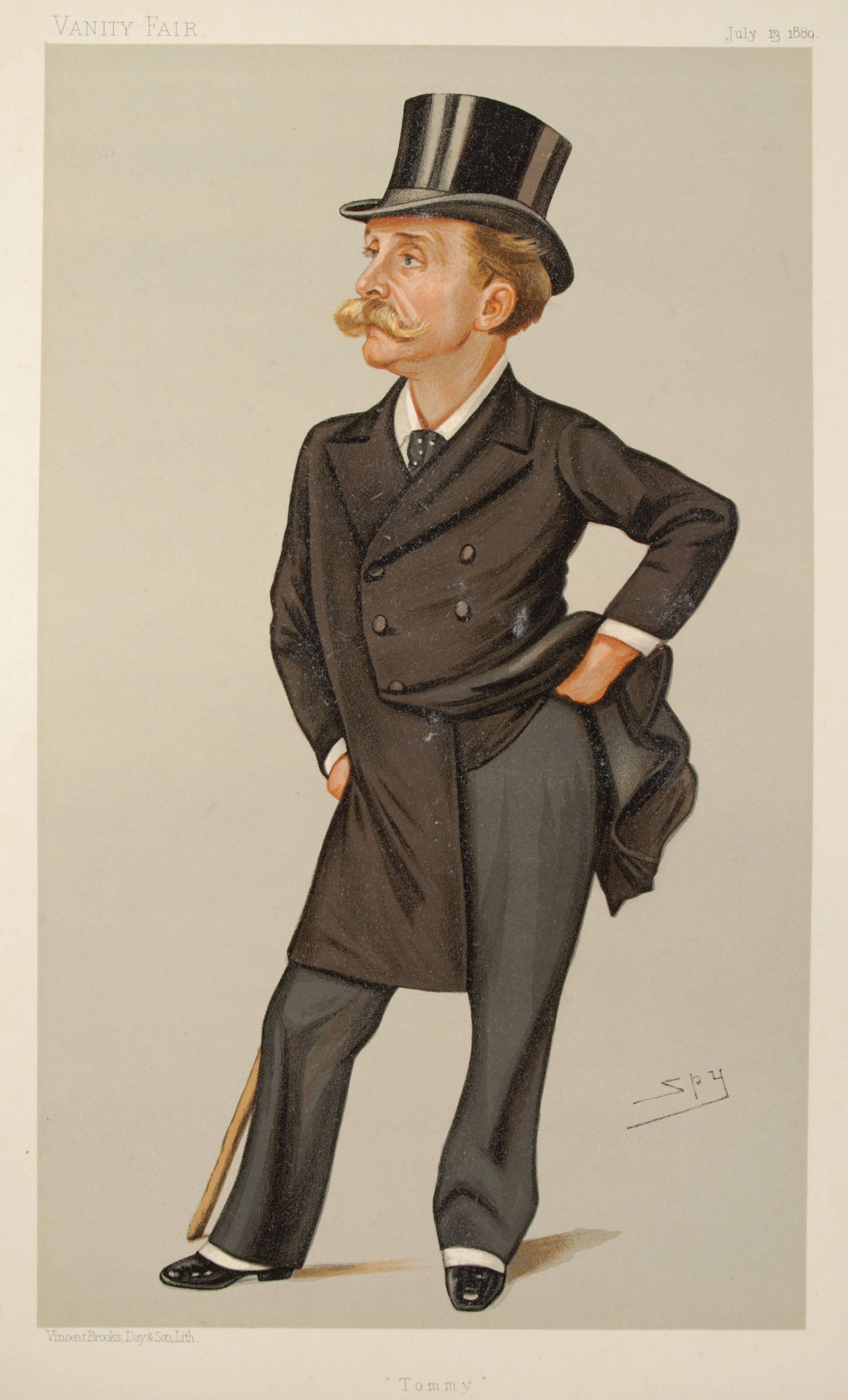
T.ボウルズ-雑誌出版人
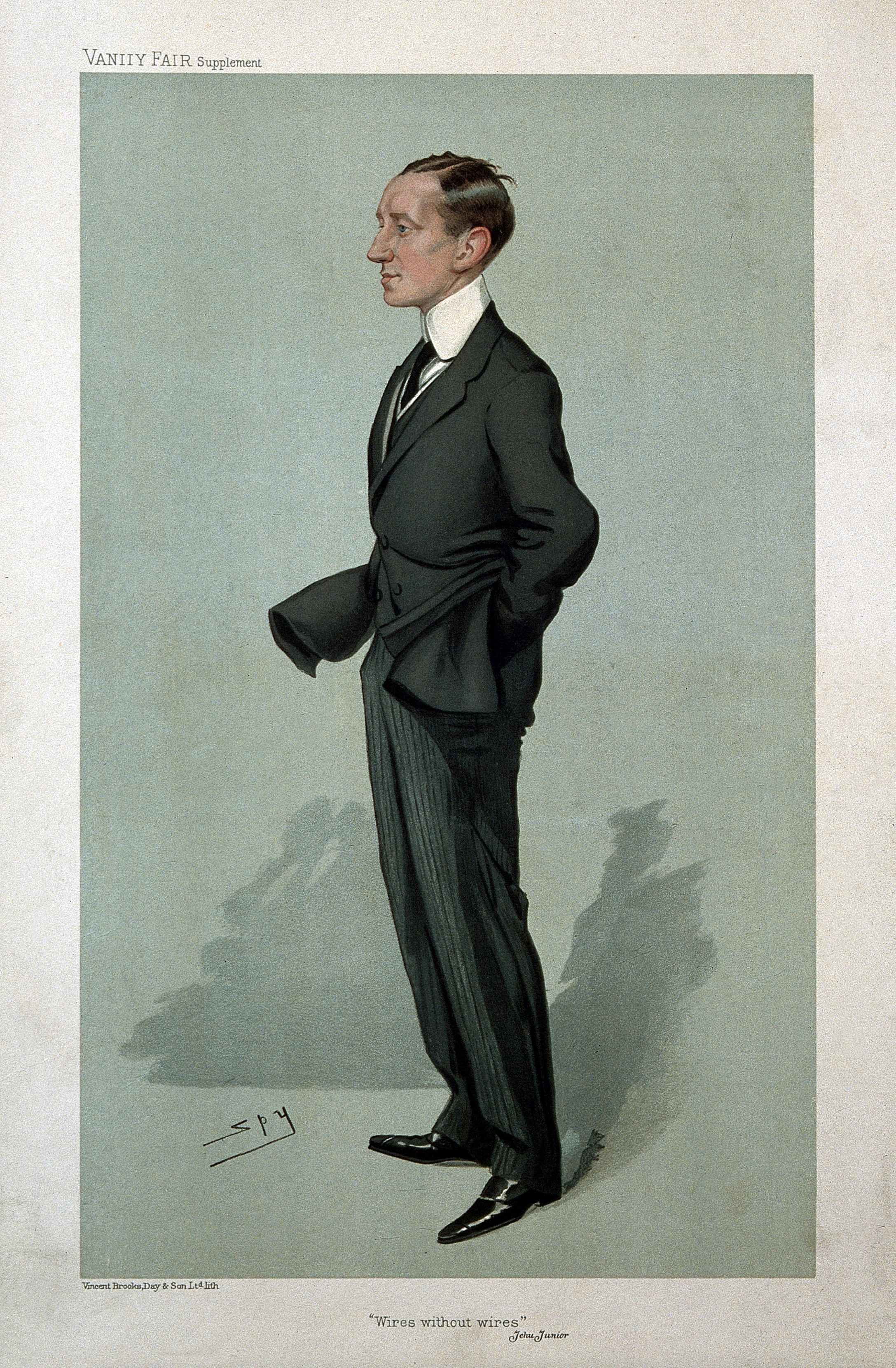
グリエルモ・マルコーニ-発明家
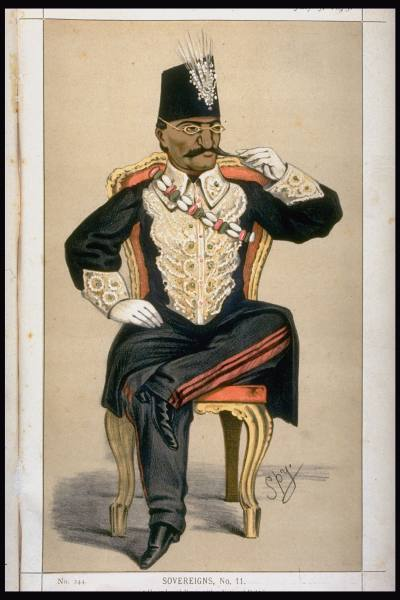
ナーセロッディーン・シャー
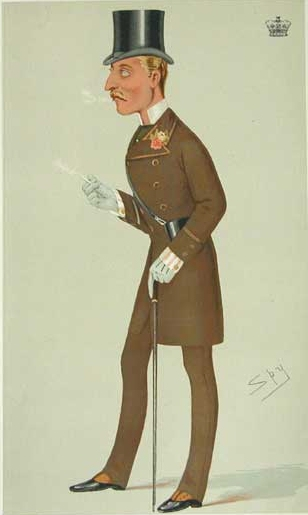
コノート公アーサー
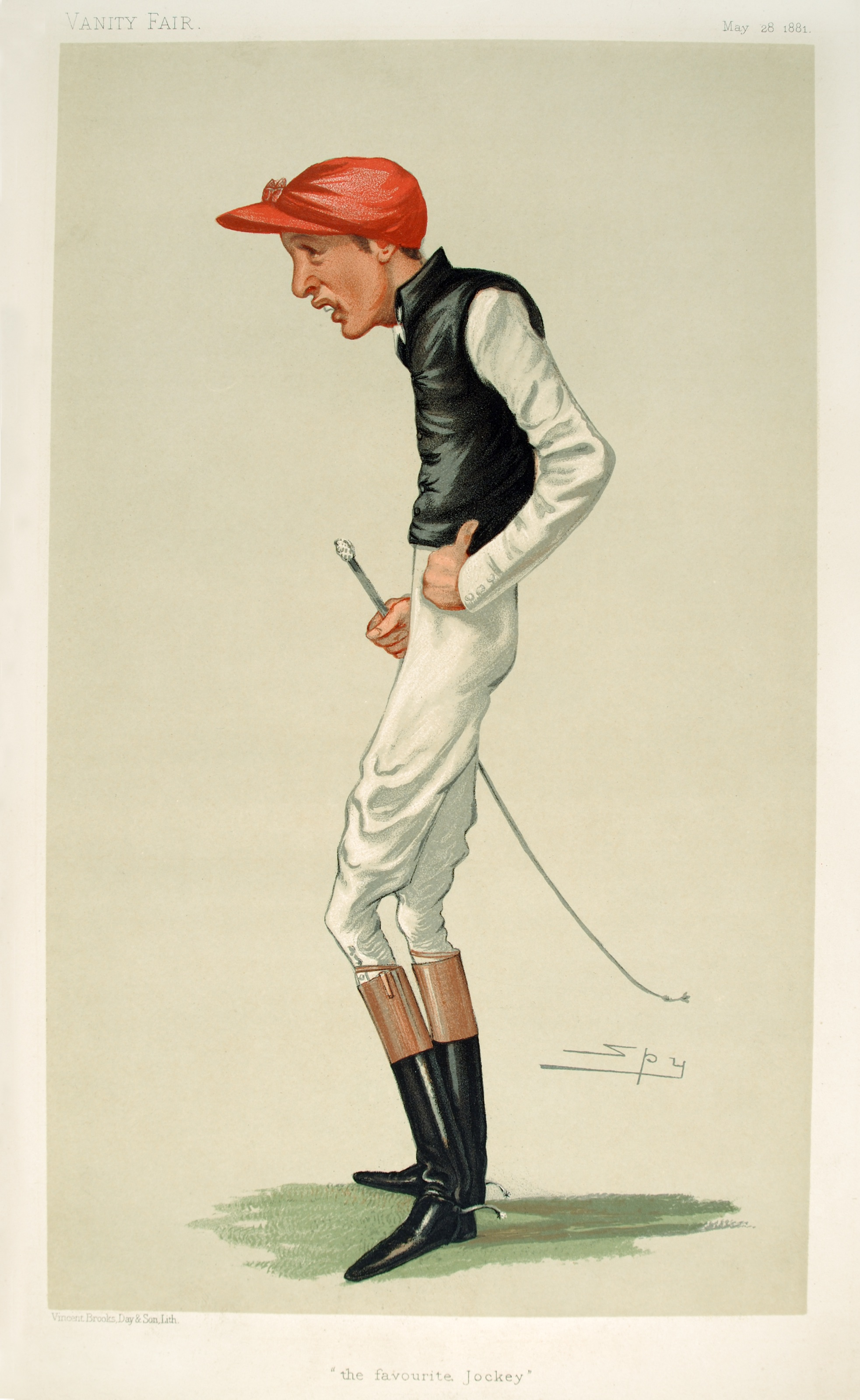
フレッド・アーチャー
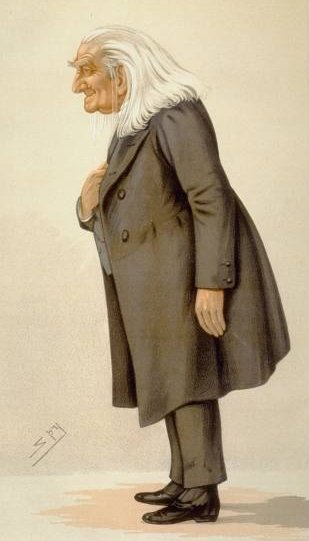
フランツ・リスト
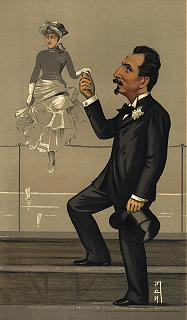
ヤン・ファン・ベールス (画家)